# Trigoniodendron
Trigoniodendron é um género botânico pertencente à família Trigoniaceae.
1. ↑  «Trigoniodendron — World Flora Online». www.worldfloraonline.org. Consultado em 19 de agosto de 2020